# Eilífr Goðrúnarson
Eilífr Goðrúnarson (c. 985) fue un escaldo de Noruega a finales del siglo X, considerado el autor del poema Þórsdrápa. También le ha sido acreditado Hákonar drápa jarls y un fragmento de un poema con alusiones cristianas. Eilífr pertenecía a la corte del jarl de Lade, Håkon Sigurdsson.